# NGC 4813
NGC 4813 (другие обозначения — MCG -1-33-55, PGC 44160) — линзообразная галактика (морфологический тип S0) в созвездии Девы. Открыта Уильямом Гершелем в 1789 году.
Этот объект входит в число перечисленных в оригинальной редакции «Нового общего каталога».
На фотографиях SDSS видна линзообразная галактика с более яркой овальной центральной областью в более слабом внешнем ореоле. На угловом расстоянии 5,2′ к северу находится компактная безымянная галактика. При визуальном наблюдении в любительский телескоп NGC 4813 кажется маленькой и довольно тусклой, но при высоком увеличении её хорошо видно как слегка овальный и чётко очерченный объект, немного более яркий в середине. Радиальная скорость: 1297 км/с. Расстояние: 58 млн световых лет. Диаметр: 27 тыс. световых лет.
NGC 4813 относится к сейфертовским галактикам 2-го типа. 